# Caroline (Clouseau)
Caroline is een nummer van de Belgische band Clouseau uit 1994. Het is de vierde en laatste single van hun vijfde studioalbum en tweede Engelstalige album In Every Small Town.
Het vrolijke poprocknummer gaat over een jongen die een oogje heeft op een meisje genaamd Caroline. De plaat werd een bescheiden hit in België, waar het de 31e positie bereikte in de Vlaamse Ultratop 50.
"Caroline" is anno 2023 de laatste Engelstalige single die Clouseau heeft uitgebracht. Een jaar na de release schakelde de band weer over naar het Nederlands.

## Tracklijst
Cd-single, 7"-single
1. "Caroline" - 3:35
2. "Take Me Down" (pianoversie) - 3:55